# Berthe Art
Berthe Constance Ursule Art (* 26. Dezember 1857 in Brüssel; † 27. Februar 1934 in Saint-Gilles, Brüssel) war eine belgische Pastell- und Stilllebenmalerin.

## Leben
Berthe Art wurde als Tochter von Ferdinand Art und Constance Art, geb. Luc, 1857 in Brüssel geboren. Bereits früh faszinierten sie die Bilder der umfangreichen Gemäldesammlung ihres Großvaters. Die Eltern unterstützten ihre Leidenschaft für die bildende Kunst und suchten im Kreise befreundeter Künstler nach einem geeigneten Lehrer für ihre Tochter. Sie erhielt ihre Ausbildung bei den Landschaftsmalern Marie Collart und François Binjé in Brüssel und im Alter von 22 Jahren bei Alfred Stevens in Paris, der in seinem Atelier in der Rue Frochot in den 1880er Jahren auch jungen Frauen, wie Camille Prévost, Alix d'Anethan, Pauline Cuno und Clémence Roth Unterricht gab.  Jahrelang sollte sie drei Monate im Winter Stevens Atelier zur Vervollkommnung ihrer Malkunst aufsuchen. Berthe Art spezialisierte sich auf die Darstellung von Blumen und Stillleben, die sie in Öl und vor allem mit Pastellkreiden malte. Darüber hinaus zeichnete sie gelegentlich auch Landschaften, häufig von Motiven der Côte d’Azur. Seit Mitte der 1880er Jahre nahm Berthe Art regelmäßig an belgischen Kunstsalons und internationalen Ausstellungen teil.
Im Jahr 1883 war sie gemeinsam mit Marie de Bièvre, Louise de Hem, Marguerite Dielman, Marie Heyermans, Alice Ronner, Rosa Venneman, Marguerite Verboeckhoven und Emma Verwee Mitbegründerin der Künstlervereinigung Cercle des femmes peintres. Berthe Art war eine der Organisatorinnen der Ausstellungen der Künstlergruppe, an denen sie sich in den Jahren 1888 bis 1893 mit eigenen Bildern beteiligte. Im Jahr 1899 trat sie dem Cercle de aquarellistes et pastellistes de Belgique bei.
Anlässlich der Weltausstellung 1900 in Paris war sie Teilnehmerin an einer Retrospektive der belgischen Kunst.
Eines ihrer Gemälde Stillleben mit Trauben und Rebhühnern wurde 1905 in Walter Shaw Sparrow's Buch Women Painters of the World veröffentlicht.
Im Jahr 1911 gründete sie zusammen mit einigen Künstlerinnen, mit denen sie zum Teil schon im Cercle des Femmes Peintres zusammengearbeitet hatte, die Galerie Lyceum. Die Gründungsmitglieder dieser Künstlervereinigung waren Alice und Emma Ronner, Anna Boch, Louise und Marie Danse, Juliette Wytsman und Ketty Gilsoul-Hoppe.
In späteren Jahren unterrichtete Berthe Art junge Künstler. Eine ihre Schülerinnen war die Stilllebenmalerin Jeanne Maquet-Tombu (1893–1978). Berthe Art blieb unverheiratet und lebte und arbeitete in der Rue Blanche 28 in Saint-Gilles in Brüssel.

## Würdigung und Rezeption
Für ihre Leistungen wurde sie zum Officier de l’Ordre de la Couronne ausgezeichnet. Im Jahr 1906 wurde sie zum Chevalier (Ritter) de l' Ordre de Léopold ernannt. Nach ihrem Tod wurde 1934 mit Hilfe ihrer Hinterlassenschaft der Berthe Art-Kunstpreis eingerichtet, der in jedem Jahr vom belgischen Bildungsministerium an junge Künstler vergeben wird.
Ein Porträt der Künstlerin von Ferdinand-Georges Lemmers wurde 1905 im Buch Portraits d'artistes veröffentlicht.  Im Musee des Beaux-Arts d'Ixelles wird ein 1917 entstandenes Porträt Berthe Arts des französischen Malers Roger Parent (1881–1986) ausgestellt.
Die Werke von Berthe erzielen in der Gegenwart auf renommierten Auktionen regelmäßig einen vierstelligen Euro-Erlös.

## Ausstellungen
Berthe Art stellte ihre Werke bevorzugt in den späten 1880er Jahren bis zum Ersten Weltkrieg in Belgien und benachbartem Ausland aus, u. a. in:
- Salon des Cercle des Femmes Peintres, Brüssel 1888: Atelierzubehör und Früchte
- Kunstsalon, Antwerpen 1888: Hof des Heiligen Johannes
- Royal Academy, London 1896–1998
- Kunstsalon des Cercle Artistique et Littéraire, Gent 1897
- Weltausstellung in Paris 1900: Geiskraut
- Kunstsalon, Paris, 1888–1906
- Kunstsalon, Brüssel 1902: Stillleben mit Wild und Blumen, Stillleben mit Wild und Gemüse
- Künstlerhaus Wien 1903
- Salon de Printemps, Brüssel 1908: Schwarze Pute, Chrysanthemen und Kohl
- Ausstellung Belgischer Kunst, Berlin 1908: Meerbarben und Levkojen
- Glaspalast, München, 1908
- Salon de Printemps, Brüssel 1909: Weiße Gans, Mais und Chrysanthemen, Schwarze Puten, Kohl und Anemonen, Ente und Früchte

## Museen
Ihre Werke werden heute insbesondere in belgischen Museen gezeigt, u. a.:
- Antwerpen, Königliches Museum der Schönen Künste: Blaue Ara's
- Brüssel, Königliche Museen der Schönen Künste von Belgien: Roter Mohn
- Ixelles / Brüssel, Ixelles Museum: Kornblumen, Kohl und Begonien
- Kortrijk, Stedelijk Museum: Weiße Chrysanthemen
- Mons Musée des Beaux-Arts: Iris

## Werke (Auswahl)
- Im Atelier des Malers, Öl

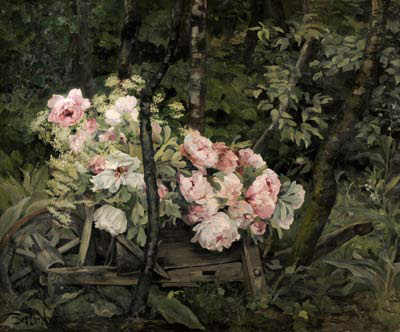
Schubkarren mit Blumen

- Im Atelier des Bildhauers, Pastell
- La Baigneuse, Pastell
- Stillleben mit Kohl, Orangen, Zitronen und Blumen, Pastell
- Stillleben mit Kohl, Pastell
- Herbststrauß, Pastell
- Roter Mohn, Pastell
- Champignons und Zitron, Pastell
- Stillleben mit Blumen und Samowar, Pastell
- Stillleben mit Buddha, Pastell
- Glycinien und gelbe Rosen in einer Vase, Pastell
- Stillleben mit Azaleen, Pastell
- Stillleben mit gelben Rosen, Pastell
- Töpfe mit Hortensien vor einer Laube, Pastell
- Begonien in einer kugligen Vase, Pastell
- Vier Papageien auf ihrer Stange, Pastell
- Blumenstillleben auf einer Mauer, Pastell
- Kühe am Flussufer, Pastell
- Frühstückstisch, Pastell
- Rosen und Vergissmeinnicht auf dem Boden mit Käfern und Schmetterlingen, Pastell
- Brugge, Pastell
- Stillleben mit Gartennelken, großem Krug und Glasschüssel, Pastell
- Stillleben mit Gartennelken, Pastell
- Stillleben mit Fasan, Pastell
- Cap Ferrat, Pastell
- Der Hafen von Cannes, Pastell
- Blick auf Antibes, Pastell